# Ljugbunar
Lugbunar est une localité du Kosovo située dans la commune/municipalité de Gjakovë district de Gjakovë ou de Pejë.  Selon le recensement kosovar de 2011, elle compte 190 habitants, tous albanais.

## Démographie

### Évolution historique de la population dans la localité
| 1948 | 1953 | 1961 | 1971 | 1981 | 1991 | 2011 |
| ---- | ---- | ---- | ---- | ---- | ---- | ---- |
| 349  | 411  | 370  | 385  | 396  | 355  | 190  |

|  |